# Anki Dahlin (museitjänsteman)
Ann-Kristin (Anki) Gunilla Dahlin, född 26 oktober 1953 i Malmö, är en svensk museitjänsteman och expert på äldre textilier.
Anki Dahlin är uppvuxen i Arlöv och utbildade sig på Lunds universitet, där hon tog en fil.kand. i konstvetenskap, etnologi och informationsteknik. Hon har även gått på Tillskärarakademin i Köpenhamn.
Dahlin har tidigare arbetat som bild- och textillärare, och som intendent för textilier vid Kungliga Husgerådskammaren och på Skokloster slott, på Riksantikvarieämbetet, samt som chef för Gotlands museum 2002-2007 och för museet Kulturen i Lund 2007-2017.

## Utmärkelser
- Riddare av Norska förtjänstorden (1 juli 1992)[1]